# 羅克克里克鎮區 (巴特勒縣)
羅克克里克鎮區（英語：Rock Creek Township）為位在美國堪薩斯州巴特勒縣的鎮區。2010年美国人口普查中該鎮區人口有325人。

## 歷史
羅克克里克鎮區於1872年設立。

## 地理
羅克克里克鎮區涵蓋面積93.56平方（36.12平方英里），境內無城鎮設立。

### 墓園
根據美國地質調查局的資料，此鎮區僅有1座墓園：
- 麥凱布墓園（McCabe Cemetery）

### 溪流
通過此鎮區的溪流有：
- 齊格溪（Chigger Creek）
- 斯威舍分支（Swisher Branch）

## 人口統計
根據2010年美國人口普查，羅克克里克鎮區人口有325人，人口密度為3.47人/平方公里。種族方面，94.46%為白人；2.15%為非裔美洲人；0.92%為美洲原住民；0.62%為亞洲人；0%為太平洋島民；0.31%為其他種族；另外有1.54%為兩個或以上的種族。而西班牙裔美國人或拉丁美洲人佔該鎮區人口的1.54%。

## 外部連結
- City-Data.com （页面存档备份，存于）